# Tröllatindar
Tröllatindar är en bergstopp i republiken Island. Den ligger i regionen Västlandet, 100 km nordväst om huvudstaden Reykjavík. Toppen på Tröllatindar är 847 meter över havet.
Runt Tröllatindar är det mycket glesbefolkat, med 2 invånare per kvadratkilometer. Närmaste större samhälle är Grundarfjörður, omkring 14 kilometer väster om Tröllatindar. Trakten runt Tröllatindar består i huvudsak av gräsmarker.